# Оушенсайд (Каліфорнія)
Оушенсайд (англ. Oceanside) — місто (англ. city) в США, третє за величиною в окрузі Сан-Дієго штату Каліфорнія. Населення — 174 068 осіб (2020). Знаходиться на південь від бази морської піхоти Кемп-Пендлтон. Оушенсайд пережив значний ріст населення з 1970 року, коли його населення становило 45 000 людей. Більша частина території міста була побудована протягом 1970-х і 1980-х років.

## Історія

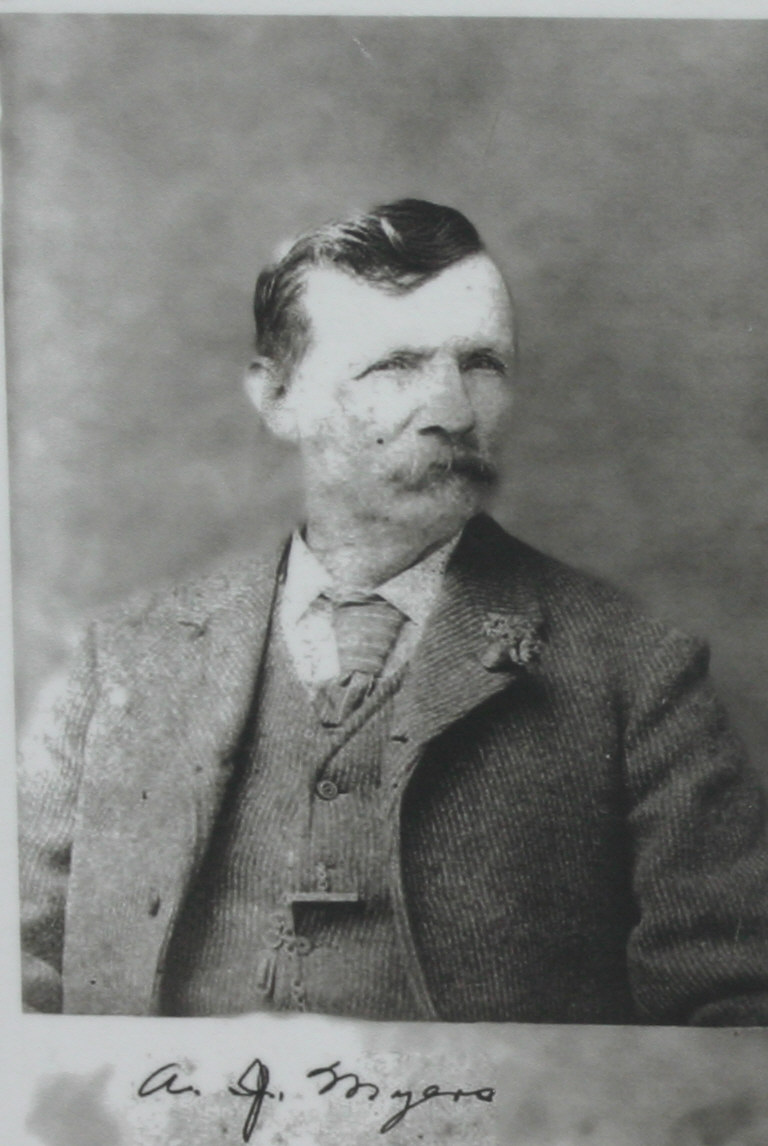
Ендрю Джексон Майерс, засновник Оушенсайда

Перші європейські дослідники прибули сюди в 1769 році. Іспанські місіонери з священиком Серре Хуніперо заснували місію Сан-Луїс-Рей-де-Франція на месці індійського села Луїсено на березі Сан-Луїс-Рей. на початку XIX століття, обробка землі та вигул худоби змінив місцевий ландшафт. Територія — як і вся Каліфорнія — була іспанською, потім, з 1821 року тут правили мексиканці, а в 1848 році вона була завойована США.
Під кінець 1850-х, Ендрю Джексон Майерс жив у Сан-Хоакін, штат Каліфорнія. Народившись в штаті Іллінойс, він повернувся в кінці 1880-х і жив на Сан-Луїс-Рей. В 1882 році Майерс переїхав на землі, де сьогодні й стоїть Оушенсайд. Документ на землю був підписаний в 1883 році федеральним урядом.Датой заснування вважається 3 липня 1888року. Мерія з початку XXI століття знаходиться в маєткуе Майерса.
У XX сторіччі в Оушенсайді з'явився міський пляж. Звели житлові райони, центр міста (1890-ті роки), Південний Оушенсайд (1920-ті та 1930-ті роки). Ці дома становлять історичну цінність. Від часу створення корпуса бази морської піхоти Кемп-Пендлтон в 1942 році, Оушенсайд був домом для особового складу збройних сил та військової промисловості Другої світової війни, у 1950-х роках тут були об'єкти виробництва боєприпасів. Після 1970 року в Оушенсайді розвивалися передмістя.

## Географія
Оушенсайд розташований за координатами 33°13′28″ пн. ш. 117°18′22″ зх. д. / 33.22444° пн. ш. 117.30611° зх. д. (33.224572, -117.306227). За даними Бюро перепису населення США в 2010 році місто мало площу 109,23 км², з яких 106,80 км² — суходіл та 2,43 км² — водойми.

### Клімат
Місто знаходиться у зоні, котра характеризується середземноморським кліматом. Найтепліший місяць — серпень із середньою температурою 21.7 °C (71.1 °F). Найхолодніший місяць — грудень, із середньою температурою 11.9 °С (53.5 °F).
| Клімат Оушенсайда       | Клімат Оушенсайда | Клімат Оушенсайда | Клімат Оушенсайда | Клімат Оушенсайда | Клімат Оушенсайда | Клімат Оушенсайда | Клімат Оушенсайда | Клімат Оушенсайда | Клімат Оушенсайда | Клімат Оушенсайда | Клімат Оушенсайда | Клімат Оушенсайда | Клімат Оушенсайда |
| Показник                | Січ.              | Лют.              | Бер.              | Квіт.             | Трав.             | Черв.             | Лип.              | Серп.             | Вер.              | Жовт.             | Лист.             | Груд.             | Рік               |
| Абсолютний максимум, °C | 32                | 33                | 36                | 41                | 38                | 42                | 44                | 40                | 43                | 43                | 36                | 32                | 44                |
| Середній максимум, °C   | 20,3              | 19,8              | 20,1              | 21,5              | 22,4              | 24,3              | 27                | 27,8              | 27,6              | 25,3              | 23                | 20,1              | 23,3              |
| Середня температура, °C | 12,4              | 12,7              | 13,7              | 15,1              | 17,2              | 19                | 21,4              | 21,7              | 21,1              | 18,3              | 14,9              | 11,9              | 16,6              |
| Середній мінімум, °C    | 4,5               | 5,6               | 7,4               | 8,7               | 11,9              | 13,7              | 15,9              | 15,7              | 14,4              | 11,2              | 6,7               | 3,8               | 10                |
| Абсолютний мінімум, °C  | −3                | −4                | 0                 | 0                 | 4                 | 6                 | 7                 | 6                 | 7                 | 2                 | −3                | −4                | −4                |
| Норма опадів, мм        | 73.7              | 73.7              | 63.5              | 25.4              | 7.6               | 2.5               | 2.5               | 2.5               | 5.1               | 17.8              | 30.5              | 53.3              | 358.1             |
| Вологість повітря, %    | 68.1              | 71.9              | 73.6              | 71.6              | 73.5              | 73.9              | 74                | 72.3              | 72.3              | 69.7              | 66.4              | 67                | 71.2              |
| ----------------------- | ----------------- | ----------------- | ----------------- | ----------------- | ----------------- | ----------------- | ----------------- | ----------------- | ----------------- | ----------------- | ----------------- | ----------------- | ----------------- |
| Джерело: Weatherbase    |                   |                   |                   |                   |                   |                   |                   |                   |                   |                   |                   |                   |                   |

## Демографія

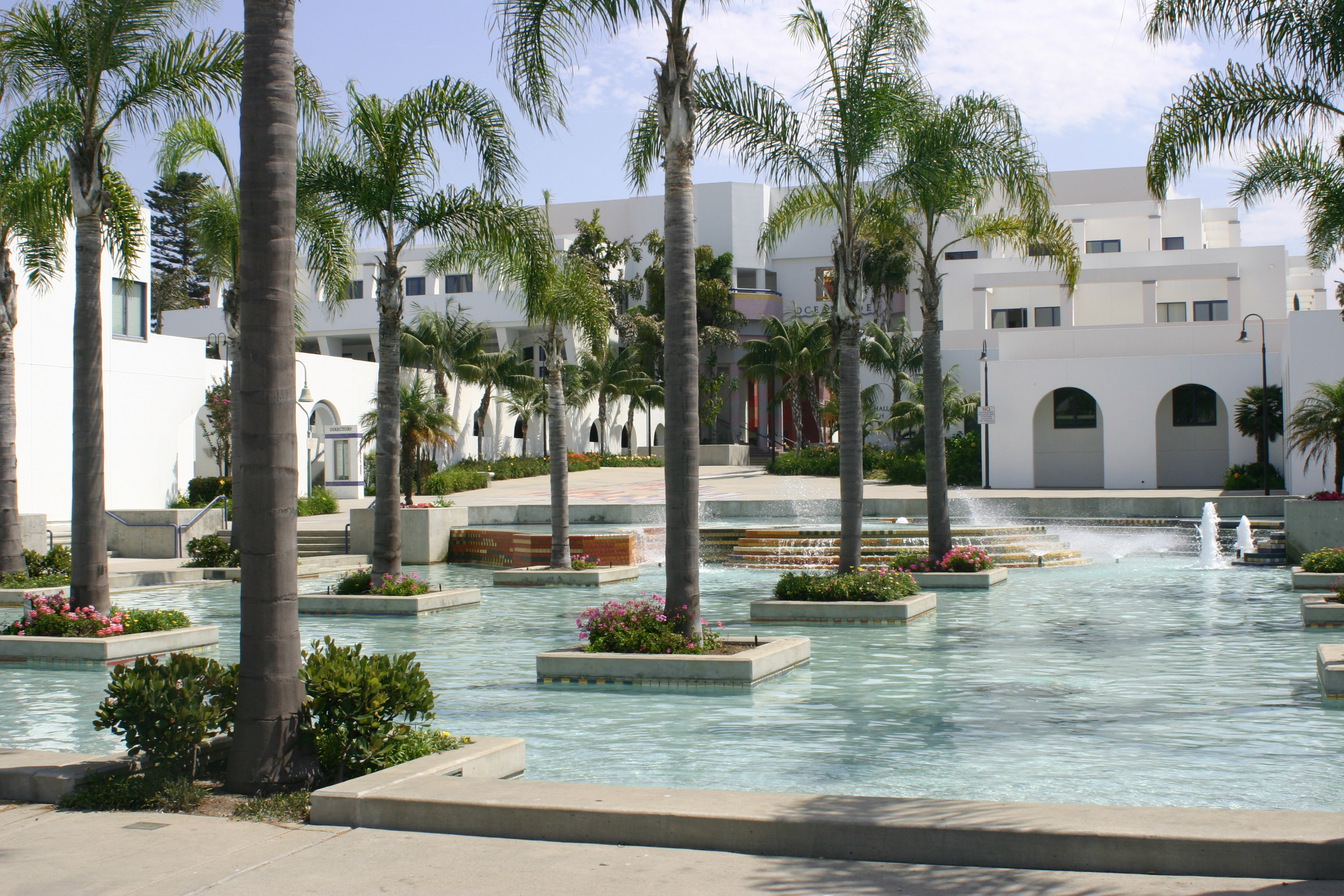
Оушенсайдський комплекс мерії

### Перепис 2010
Згідно з переписом 2010 року, у місті мешкало 167 086 осіб у 59 238 домогосподарствах у складі 40 259 родин. Густота населення становила 1530 осіб/км². Було 64435 помешкань (590/км²).
Расовий склад населення:
| - 65,2 % — білих - 6,6 % — азіатів - 4,7 % — чорних або афроамериканців - 1,3 % — вихідців з тихоокеанських островів - 0,8 % — корінних американців - 15,5 % — осіб інших рас |

До двох чи більше рас належало 5,8 %. Частка іспаномовних становила 35,9 % від усіх жителів.
За віковим діапазоном населення розподілялося таким чином: 23,8 % — особи молодші 18 років, 63,3 % — особи у віці 18—64 років, 12,9 % — особи у віці 65 років та старші. Медіана віку мешканця становила 35,2 року. На 100 осіб жіночої статі у місті припадало 97,4 чоловіків; на 100 жінок у віці від 18 років та старших — 95,0 чоловіків також старших 18 років.
Середній дохід на одне домашнє господарство становив 74 736 доларів США (медіана — 57 703), а середній дохід на одну сім'ю — 84 262 долари (медіана — 68 352). Медіана доходів становила 46 778 доларів для чоловіків та 39 626 доларів для жінок. За межею бідності перебувало 14,1 % осіб, у тому числі 14,7 % дітей у віці до 18 років та 10,5 % осіб у віці 65 років та старших.
Цивільне працевлаштоване населення становило 76 170 осіб. Основні галузі зайнятості: освіта, охорона здоров'я та соціальна допомога — 19,5 %, мистецтво, розваги та відпочинок — 13,2 %, роздрібна торгівля — 12,6 %.

### Перепис 2000
Станом на 2000 рік в місті нараховується 161 029 жителів, 56 488 сімей, і 39 259 сімей, що проживають в місті. Густота населення становила 1 531,7 осіб./км². Існувало 59 581 одиниць житла.
В 2000 році нараховувалось 56 488 сімейств, з яких 35,0 % мали дітей, які проживали разом з ними, 54,1 % були одруженою парою і жили разом.
Віковий розподіл Оушенсайда в 2000 році мав такий вигляд: 27,6 % в віці до 18 років, 10,2 % з 18 до 24 років, 31,0 % з 25 до 44 років, 17,6 % від 45 до 64, та 13,6 % були в віці 65 років або старше. Середній вік становив 33 роки. На кожну 100 жінок приходилося 98 чоловіків. На кожні 100 жінок віком 18 років і старше нараховувалось 96,1 чоловіка.
За оцінками уряду Сан-Дієго, середній достаток сім'ї з Оушенсайда в 2005 році склав $61 792.

## Пам'ятки

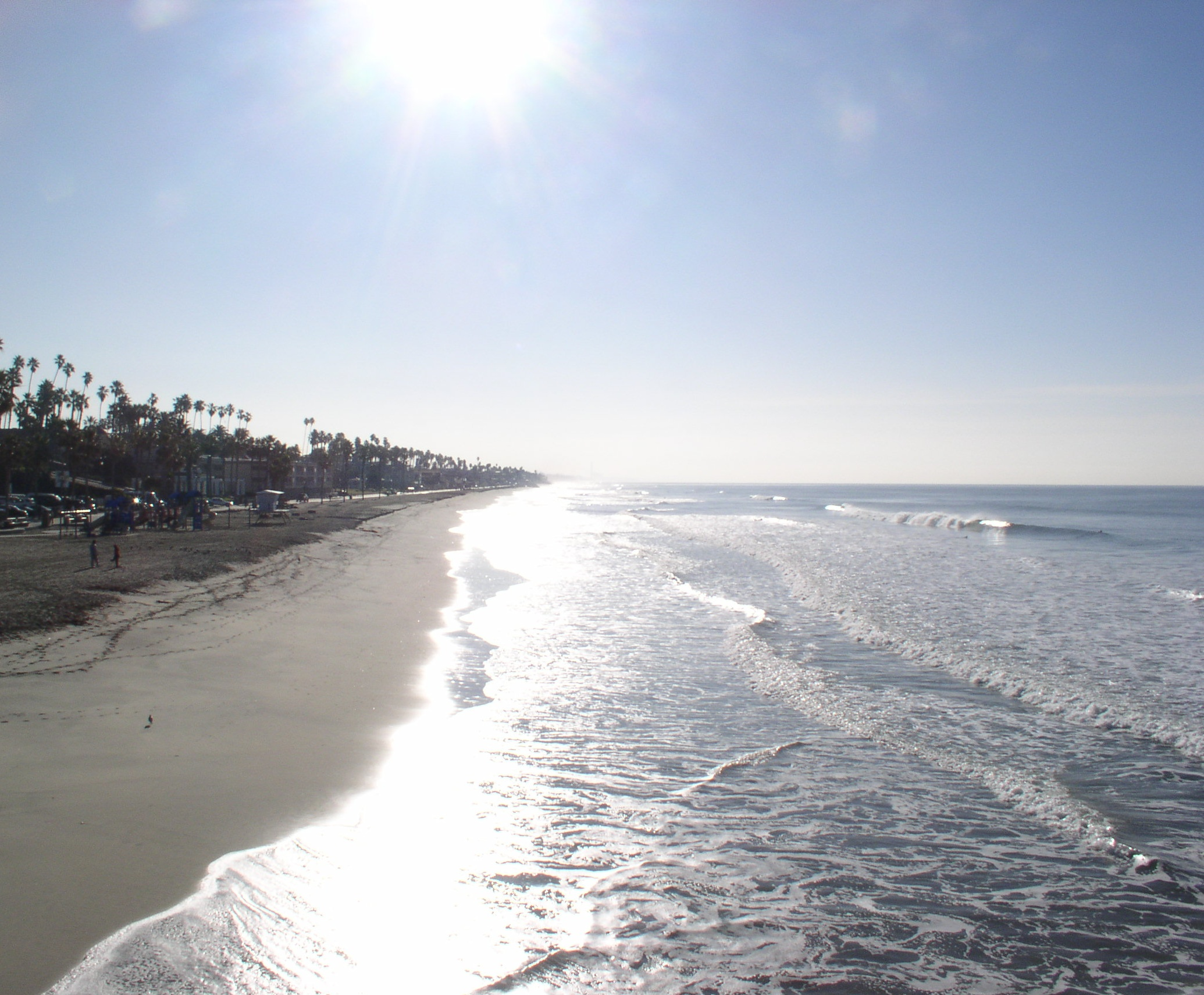
На південь від місцевого пірсу

Оушенсайдський пірс

- Оушенсайдський пірс. Побудований в 1888 році(реставрований шість раз), найдовший дерев'яний пірс на західному узбережжі Сполучених Штатів, довжиною 596 метрів.
- Місія Сан-Луіс-Рей-де-Франція, одне з іспанських представництв в Каліфорнії.
- Тут знаходиться одноповерхова дача з фільму Найкращий стрілець, у якому знімався Том Круз.
- В Оушенсайді має велике значення Хелловін, святкування якого проводиться кожен рік. Проходять поїздки, карнавали, вуличні ярмарки, виступають музиканти.
- Фінальна сцена з фільму Добийся успіху була знята тут, на пірсі.
- В 2009 році був знятий фільм To Save a Life.

## Міста-побратими
| Місто    | Країна  | Дата угоди |
| -------- | ------- | ---------- |
| Енсенада | Мексика |            |
| Кісарадз | Японія  |            |
| Фудзі    | Японія  |            |
| Аана     | Самоа   |            |